# Nissan Vanette
Nissan Vanette выпускается японской компанией Nissan с 1979 года, в модификации фургона, малого бортового грузовика и микроавтобуса, вместимостью от 2 до 8 мест. С первых дней выпуска автомобили Ванетт оснащались бензиновыми двигателями (A12S, A15S, A14S, Z20S, Z24S, Z24i, GA16DE, SR20DE), и дизельными двигателями (LD20, LD20-II). За историю существования сменилось 3 поколения: С120 (1979-87г.), С22 (1986-95г.), С23 (1991-наст. время). Производство осуществляется в Японии, а с 1995 года и в Испании. Существует множество модификаций моделей, вариантов остекления кузова, кол-ва мест и дверей. В конструкции используется 4- и 5-скоростная механическая коробка передач, а с серии С22 устанавливаются и автоматическая. Подвеска может быть рессорной и пружинной, спереди — двухрычажная торсионная, сзади — ведущий мост. Имеются заднеприводные и полноприводные версии. Серия С23 в разном исполнении может также называться Vanette Cargo, или Serena. На данный момент выпускается в виде коммерческого и пассажирского транспорта. Коммерческие варианты выпускаются в кузовах SK 22 (легкие грузовики) и SK 82 (грузопассажирские и грузовые фургоны) на заводах Mazda Corp. так как основой данных автомобилей является Мазда Бонго; продаются под названиями Mazda Bongo, Nissan Vanette и MMC Delica.
С 1994 по 2009 год выпускался как клон "Мазда-Бонго", в двух поколения SS/SE и SK22/SK82. В мае 2009 года было остановлено производство моделей 2WD для Nissan, благодаря чему Nissan представил NV200 Vanette собственной разработки.